# Marian Matocha
Marian Matocha (ur. 14 stycznia 1935 w Wałkach, zm. 5 stycznia 2022 w Lublinie) – polski malarz, rysownik, karykaturzysta. Zajmował się malarstwem sztalugowym, metaloplastyką, grafiką reklamową oraz rysunkiem satyrycznym.

## Życiorys
Syn Antoniego i Pauliny. Absolwent Państwowego Liceum Sztuk Plastycznych w Zamościu i Akademii Sztuk Pięknych Wydziału Malarstwa w Gdańsku.
Debiut satyryczny na łamach tygodnika "Szpilki" w 1987 roku. Laureat wielu nagród i wyróżnień krajowych i zagranicznych, między innymi: "Złotej Szpilki" i "Srebrnej Szpilki" (r. 1988), zdobywca Grand Prix w konkursie "Telewizja" w Zielonej Górze oraz Srebrnego Medalu na Satyrykonie w Legnicy (r. 1994). Swoje prace prezentował na wielu wystawach zbiorowych i indywidualnych, w tym: Muzeum Narodowym w Gdańsku i w Muzeum Karykatury w Warszawie.
Jego rysunki trzykrotnie znalazły się w Gdańskiej Galerii Dobrego Humoru (2006, 2007 i 2009). Prowadził cykl "Marian Matocha Komentuje..." w Magazynie Solidarność. Jego prace były umieszczane również w Tygodniku Solidarność oraz w Dwutygodniku Karuzela.
Był członkiem Stowarzyszenia Polskich Artystów Karykatury.

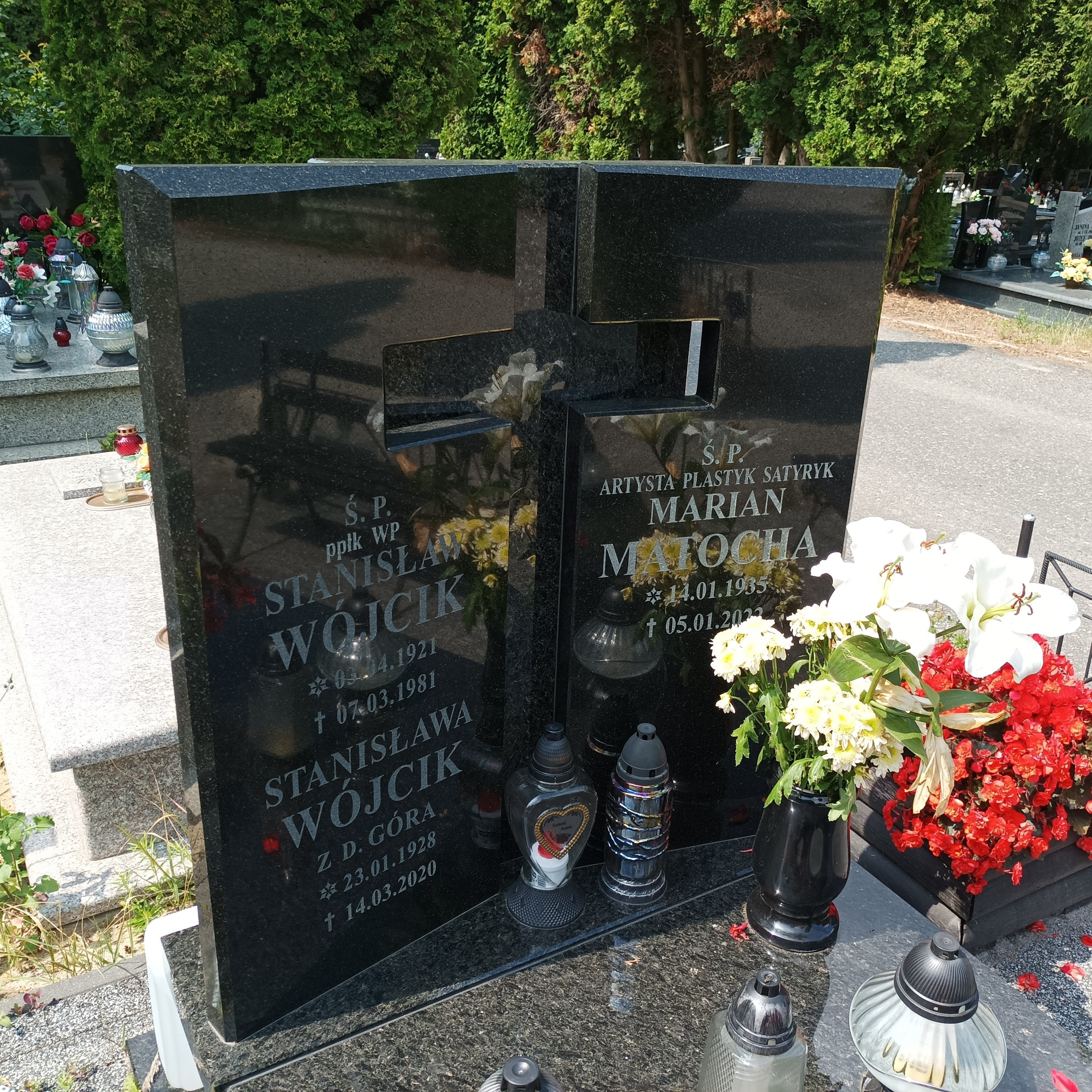
Grób Mariana Matochy na cmentarzu komunalnym na Majdanku w Lublinie

Pochowany na cmentarzu komunalnym na Majdanku w Lublinie (kwatera S2B2-1-1).